# Lucian Flaișer
Lucian Flaișer (n. 17 noiembrie 1942, Iași, România) este un politician român, care a îndeplinit funcția de președinte al Consiliului Județean Iași (2000-2008). Între 6 septembrie 1996 și 9 decembrie 1997 a îndeplinit funcția de prefect al  județului Iași.

## Biografie
Lucian Flaișer s-a născut la data de 17 noiembrie 1942 în municipiul Iași. A absolvit în anul 1967 cursurile Facultății de Chimie Industrială din cadrul Institutului Politehnic Iași, specializarea Tehnologia Chimică Macromoleculară.
A urmat ulterior cursuri de perfecționare în domeniul administrației publice locale și leadership-ului organizate de: Deutsche-Stiftung Entwicklung – Bonn (Germania); Universitatea Mariville, statul Missouri (SUA); Universitatea Statului Nebraska, oraș Omaha (SUA); R.T.I., stat Virginia (SUA); Institutul Național de Administrație, București; Agenda 21, Bonn (Germania).
După absolvirea facultății, în perioada 1967-1990 a lucrat la Combinatul de Fibre Sintetice (CFS) din Iași, trecând prin mai multe funcții, de la cea de inginer stagiar la cea de inginer șef.  
După Revoluție, Lucian Flaișer a intrat în politică în anul 1990, înscriindu-se în Frontul Salvării Naționale. A fost numit în funcția de subprefect al județului Iași (1990-1992). După alegerile locale din martie 1992, devine consilier județean, fiind reales în această demnitate la toate alegerile următoare până în prezent. A îndeplinit apoi funcțiile de vicepreședinte al Consiliului Județean Iași (1992-1996), prefect al județului Iași (1996-1997) și președinte al Consiliului Județean Iași (2000-2008).
În calitate de președinte al CJ Iași, a fost implicat într-o serie vastă de proiecte cum ar fi: „Înființări rețele de alimentare cu apă în mediul rural”; „Sapard – Reabilitare drumuri”; „ISPA”; „Phare – Infrastructură regională” .
La 28 martie 2008, Comitetul Executiv al PSD Iași l-a desemnat pe fostul primar Constantin Simirad drept candidat la conducerea Consiliului Județean Iași . La 10 aprilie 2008, Lucian Flaișer, trei consilieri județeni și un consilier local au anunțat într-o conferință de presă, că demisionează din PSD, înscriindu-se în PDL, fiind nemulțumiți de activitatea filialei județene Iași a PSD, condusă de primarul Gheorghe Nichita .
La alegerile locale din 1 iunie 2008, Lucian Flaișer a fost ales din nou consilier județean (afându-se pe poziția 3 a listei de candidați a PDL) .

## Distincții obținute
În perioada cât a fost președinte al Consiliului Județean Iași, Lucian Flaișer a îndeplinit funcțiile de membru în Comitetul Director al Uniunii Naționale a Consiliilor Județene din România; membru titular al Administrațiilor - Congresul Autorităților Locale și Regionale din Europa, Strasbourg; membru supleant la Comitetul Regiunilor - Bruxelles, copreședinte al Societății Româno-Germane, județul Iași-Sachsen, Anhalt, Germania și președinte al Regiunii de Dezvoltare Nord Est România (din 2004).
Ca o recunoaștere a meritelor sale, i-au fost conferite următoarele distincții: 
- Cetățean de Onoare al orașului Omaha, stat Nebraska, S.U.A.;
- Cetățean de Onoare al orașului Mountain View, stat Missouri, S.U.A.;
- Cetățean de Onoare al orașului Baltimore, S.U.A.;
- Cetățean de Onoare al orașului Hârlău, jud.Iași;
- Cetățean de Onoare al orașului Târgu Frumos, jud. Iași;
- Cetățean de Onoare al comunei Bârnova, jud. Iași;
- Cetățean de Onoare al comunei Cotnari, jud. Iași;
- Cetățean de Onoare al comunei Erbiceni, jud. Iași;
- Cetățean de Onoare al comunei Miroslovești, jud. Iași;
- Cetățean de Onoare al comunei Moșna, jud. Iași;
- Cetățean de Onoare al comunei Ruginoasa, jud. Iași;
- Cetățean de Onoare al comunei Tomești, jud Iași;
- Cetățean de Onoare al comunei Vlădeni, jud. Iași;
- Certificat Romanian - American Bussiness Development Center;
- Diploma și Insigna de Aur - Camera de Comerț, Industrie și Agricultură Iași;
- Diploma PRO - Tv pentru promovarea județului în țară și în lume, 2001;
- Diploma PRO - Tv pentru Dezvoltare Locală și Regională 2001 și 2002;
- Premiul PRO - Tv pentru Politică și Administrație, 2003;
- Diploma Comitetului Olimpic Internațional, 2001.

Lucian Flaișer vorbește bine limbile engleză și germană. El este căsătorit cu Nicoleta Flaișer și are o fiică (Corina Anca).